# Красний (Верхньопишминський міський округ)
Кра́сний (рос. Красный) — селище у складі Верхньопишминського міського округу Свердловської області.
Населення — 1720 осіб (2010, 1461 у 2002).
Національний склад станом на 2002 рік: росіяни — 84 %.